# 港鐵中環站列車相撞事故
港鐵中環站列車相撞事故（又俗稱為港鐵撞車、港鐵荃灣綫新信號系統測試事故等），是於2019年3月18日凌晨約2時45分發生在香港中環站列車交匯處的列車相撞事故。當時港鐵兩列不載客列車在中環站及金鐘站之間的「交叉渡線」道岔相撞；事件中，一名港鐵車長被困，而另一名車長右腳受傷送院，兩輛列車均嚴重損毀，有車廂更被掃毀玻璃及撞至扭曲。事件造成荃灣綫中環站來往金鐘站的列車服務一度停駛兩日。
港鐵公司車務總監就事故向公眾致歉，並認為「列車碰撞」與「荃灣綫進行新列車信號系統測試」有關；而系統承辦商事後證實系統軟件出現問題。
此次事故是自香港地鐵營運近40年來，首次在軌道交匯點上發生列車相撞事故（撇除輕鐵）。

## 背景
2018年1月底，港鐵公開宣布預計2019年第二季才可完成荃灣綫新信號系統測試，名為「通訊為本列車控制技術（CBTC）」，由法國公司阿爾斯通及泰雷茲的加拿大聯營公司供應，合約價達33億元，預計2019年下半年開始會跟舊系統一同試用。港鐵車務總監劉天成當時預計，屆時可能出現系統故障。而於2018年10月港鐵聘請的「獨立安全評估顧問」向港鐵匯報，指信號系統的安全保證系統缺陷可能導致不安全事故發生。
2018年10月16日，港鐵信號系統發生大故障，引起四線延誤故障，造成香港交通大癱瘓6小時。起初認為或涉及荃灣綫新信號系統測試，後改稱是因市區綫的「區間電腦」互相同步數據，令電腦系統不穩定，相信事故與電腦程式及設定有關。但九鐵公司前管理局主席、立法會議員田北辰當時質疑，港鐵市區綫（包括荃灣綫，港島綫，將軍澳綫，觀塘綫） 的信號系統已使用20多年，若港鐵肯定事故不涉新信號系統，就無須將市區綫的「區間電腦」切斷聯繫，反映港鐵內部亦不清楚是次事故原因。
在新加坡地鐵（SMRT），泰雷茲的信號系統亦曾在2017年11月15日因信號故障造成列車相撞事件，造成38人受傷；而阿爾斯通的信號系統亦在上海地鐵於2011年造成列車追尾事件，據說因訊號故障造成。

## 經過

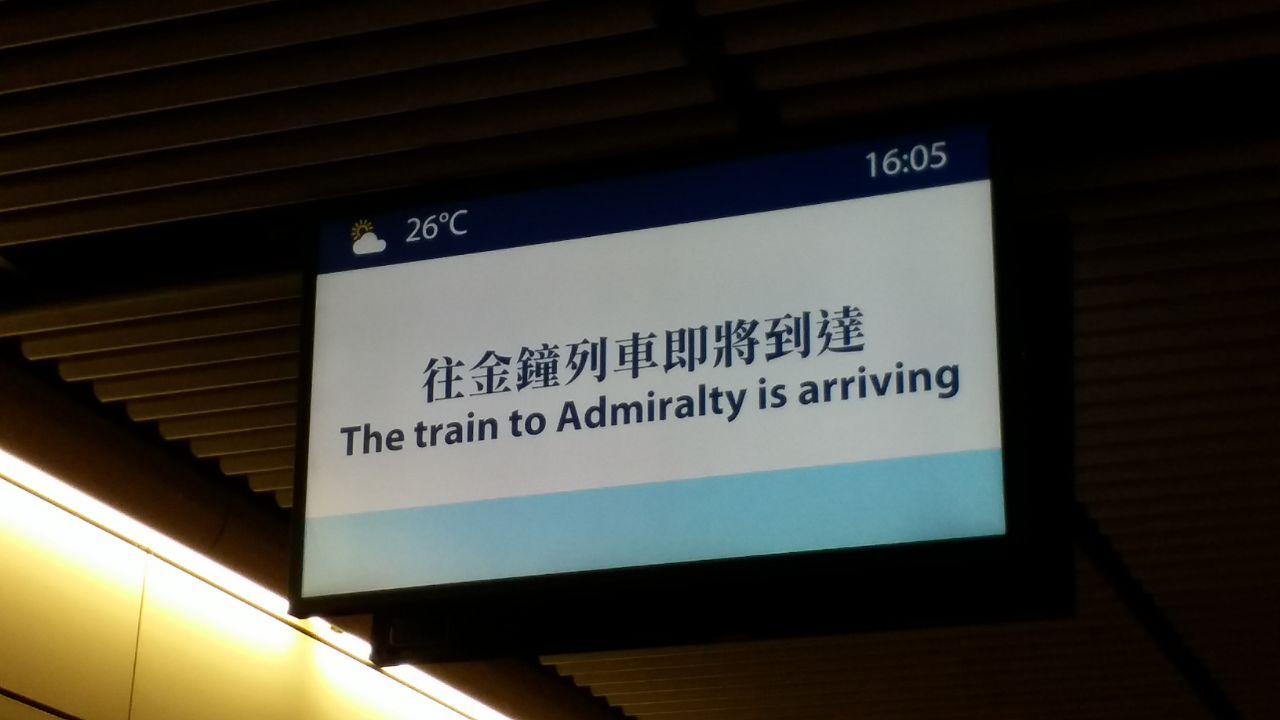
荃灣綫南行列車改以金鐘為終點站

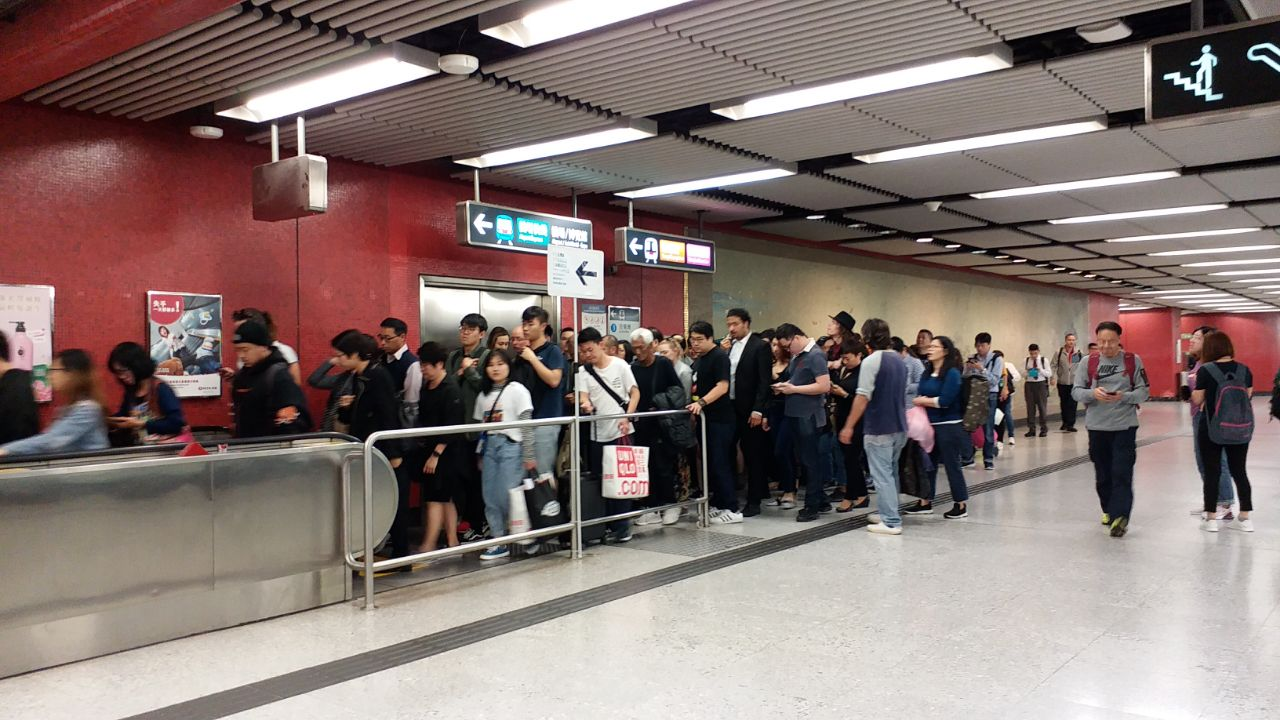
中環站L4層4號月台的人潮

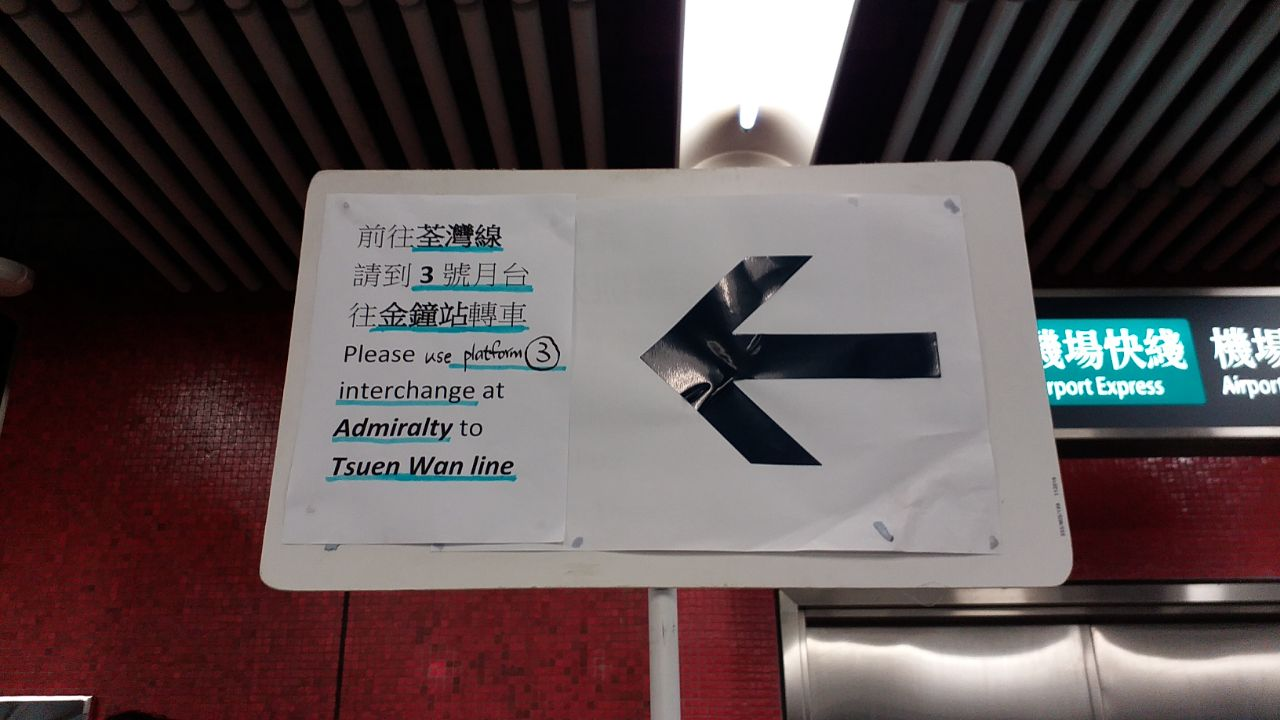
中環站L4層4號月台的臨時方向指示

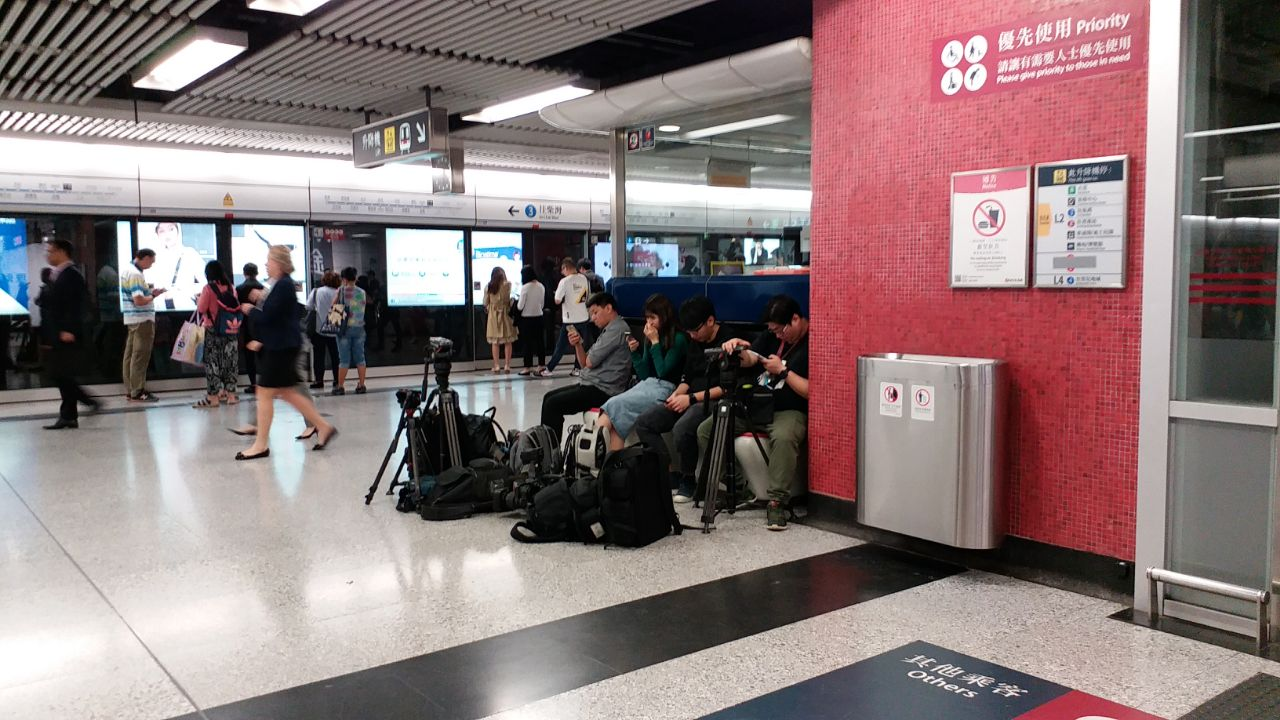
傳媒留守在中環站港島綫3號月台，等候進一步消息

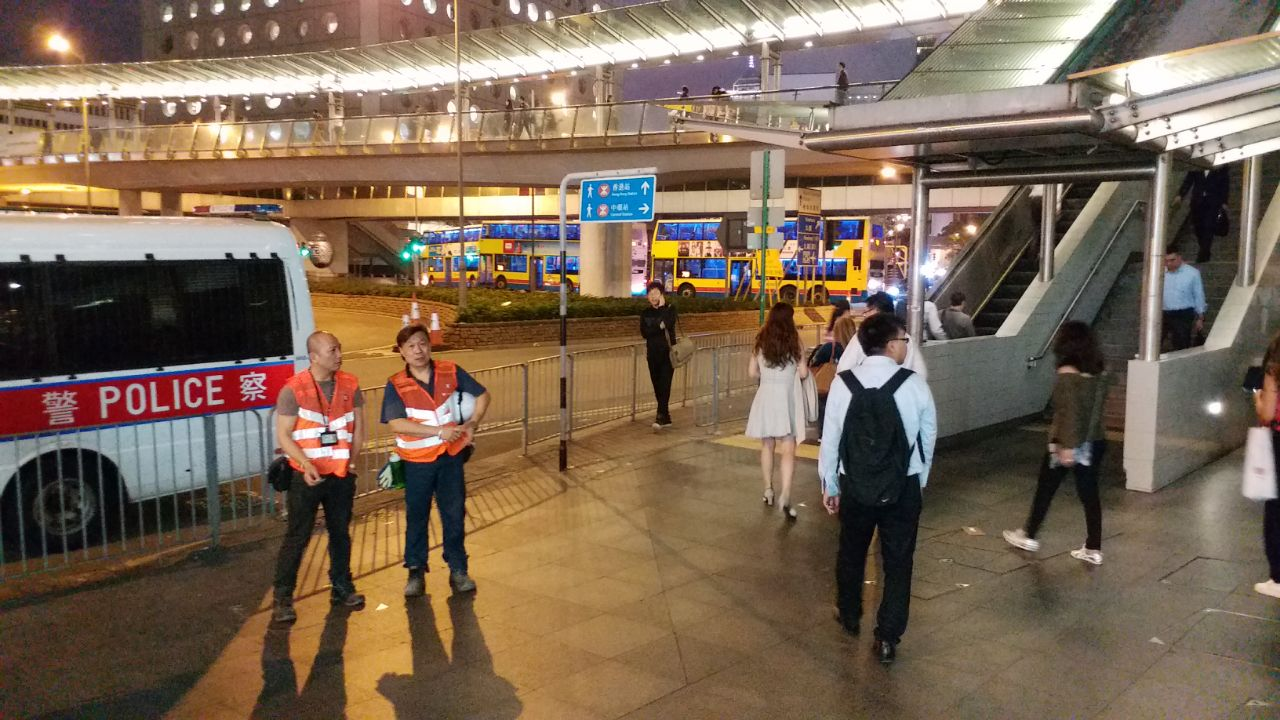
駐留在中環站A出口外的港鐵職員

2019年3月18日，凌晨2時45分，荃灣綫正採用後備系統測試進行訊號系統測試，但保護系統失效，導致兩列列車行駛期間突然發生碰撞，其中往中環列車以時速約30公里行走。當列車車長進入渡線範圍後才發現有另一列車，車長雖即時手動煞車，但最後未能及時煞停。警方接報荃灣綫中環站月台有列車冒煙，警員到場後發現兩列車碰撞。消防在凌晨2時55分接報事件，到場時煙霧已消散，並發現有2列列車在中環站荃灣綫往金鐘站方向近100米月台發生碰撞，一列往中環的列車的車頭損毀，一列往荃灣的列車第3、4節車廂損毀。其中一部列車上有兩個轉向架偏離路軌，軌道旁有設備損毁。
事故中一名31歲的男車長被困右腳擦傷，消防員將被困車長救出；至於另一名24歲的車長表示吸入濃煙不適。兩名傷者接受救護員即場治理後送往瑪麗醫院，幸兩人傷勢不嚴重。消防指共出動13輛消防車、兩輛救護車及64名消防員參與行動。
兩列市區綫現代化列車的損毀均嚴重，其中往中環站方向的列車車頭（A131）受破壞，車長室的玻璃窗碎裂，車頭向左傾側，有車輪懸空。另一部往金鐘方向列車則因攔腰被撞，其中兩個車卡（D652和C451）嚴重損毀，車廂嚴重變形及毁爛，部分車門及座位甩脫移位，扶手被撞至歪斜，有路線示意牌亦變形，碎片散落車廂和路軌之中。
港鐵車務總監劉天成中午解釋事故詳情時表示，新信號系統測試牽涉兩輛列車，其中一列由荃灣綫中環站開出，經過「渡線」駛至上行方向往金鐘站，同時另一列車沿「渡線」進入中環站月台，結果兩車車卡相撞。受事故影響，荃灣綫列車無法往返中環站及金鐘站。
2019年3月18日和19日，荃灣綫來往金鐘至中環全日停駛，所有列車以金鐘為終點站。
2019年3月20日，荃灣綫列車服務恢復正常，並在早上约六時開出首班車。

## 後續處理
由於隧道環境屬於室內，且原本以列車行駛為設計，空間狹窄，頂部又設有電纜，難以安排重型吊臂機進行協助搬運工程。工程人員只能先切斷頂部電纜電源，之後將被攔腰撞及列車的8卡車廂分開成3卡及5卡，其中5卡向後移，另外3卡則向前推開；以騰出空間處理兩個轉向架偏離路軌的另一架由金鐘開往中環的列車。
涉事金鐘往中環的列車，首卡車廂兩個轉向架偏離路軌，工程人員試圖將偏離路軌的車卡（A131）移回正軌，然後將列車拖離主線至附近的金鐘側線，以便中環至金鐘可以恢復行車。但由於現場是地下隧道，環境非常狹窄，不能使用大型工具或吊車移正，工作時間比預計多出很多。
港鐵車務工程總管李家潤表示修復難度非常大，已派出100名工程人員復修，而消防處亦出動坍塌搜救專隊負責協助，並表示「或會出動重型機器協助」。
香港消防處安排了氧氣樽、千斤頂、捲揚機等起重工具到荃灣綫中環站月台，並表示「指揮官考慮到公眾利益，在保障市民生命財產前題下，盡快恢復通車等秩序」。而消防處發言人則表示處方出動7部消防車和坍塌搜救專隊共33人，協助港鐵吊起偏離路軌的車卡（A131），讓港鐵工程人員將車卡移回路軌。3月19日晚上11時，港鐵工程人員成功將有關車卡的兩個轉向架放回路軌，並於3月20日凌晨時份將肇事兩列列車移離現場，暫時停放在金鐘側綫，故此當天早上已能夠讓荃灣綫列車服務回復正常。
2019年3月23日凌晨，其中一列車頭撞毀列車由金鐘側線拖回九龍灣車廠作詳細檢查。3月24日凌晨，另外一列撞毀的其中五卡列車由金鐘側線拖回九龍灣車廠作詳細檢查。5月19日凌晨，剩餘三卡列車由金鐘側線拖回九龍灣車廠作詳細檢查。

### 經濟損失
立法會鐵路事宜小組委員會委員、實政圓桌召集人田北辰表示，港鐵日前發生的列車相撞意外而影響服務所衍生的罰款為2500萬，形容金額已達上限，是史無前例，認為是符合社會期望；並表示每卡列車成本4000萬至5000萬元，若加上罰款金額，相信對港鐵造成上億元的經濟損失，認為今次港鐵可向涉事的新信號系統承辦商索償。

## 涉事列車損毀情況及後續處理

### 往荃灣列車（A187/A112編組）
| 車卡（中環方向為第一卡） | 1                                   | 2                                   | 3                                   | 4                                                     | 5                                                     | 6                                                     | 7                                         | 8                                         |
| 車卡編號                 | A187                                | C187                                | D659                                | B451                                                  | C451                                                  | D652                                                  | C112                                      | A112                                      |
| 事故後                   | 復修後重新投入服務（A187/A218編組） | 復修後重新投入服務（A187/A218編組） | 復修後重新投入服務（A187/A218編組） | 遭撞擊後車身嚴重損毀，已退役，並在2021年3月進行拆解。 | 遭撞擊後車身嚴重損毀，已退役，並在2021年3月進行拆解。 | 遭撞擊後車身嚴重損毀，已退役，並在2021年3月進行拆解。 | 成為後備車卡，之後並在2024年4月進行拆解。 | 成為後備車卡，之後並在2024年4月進行拆解。 |

### 往中環列車（A131/A218編組）
| 車卡（中環方向為第一卡） | 1                                                                     | 2                                                                     | 3                               | 4                                   | 5                                   | 6                                   | 7                                   | 8                                   |
| 車卡編號                 | A131                                                                  | C131                                                                  | D783                            | B402                                | C402                                | D706                                | C218                                | A218                                |
| 事故後                   | 遭撞擊後車頭損毀及車廂之間連接位變形，已退役，並在2021年3月進行拆解。 | 遭撞擊後車頭損毀及車廂之間連接位變形，已退役，並在2021年3月進行拆解。 | 已退役，並在2023年8月進行拆解。 | 復修後重新投入服務（A187/A218編組） | 復修後重新投入服務（A187/A218編組） | 復修後重新投入服務（A187/A218編組） | 復修後重新投入服務（A187/A218編組） | 復修後重新投入服務（A187/A218編組） |

涉事兩列列車所有車卡返回九龍灣車廠後，港鐵安排這兩列列車進行車卡重組。該兩列列車其後重組為A131／A112及A187／A218（詳細列車編組見上圖）。其中車身沒有損毀的8卡列車（A187/A218）經修復及一連串的測試後，已於2019年12月4日於荃灣綫重新投入服務；而另外一列列車（A131/A112）部份車卡因車身嚴重受損而無法修復，分別成為後備車卡和退役。

## 事件回應

### 港鐵
港鐵凌晨4時公布，荃灣綫來往尖沙咀站和中環站服務暫停，清晨5時改為來往金鐘站和中環站暫停，而來往荃灣站和金鐘站維持3分半鐘一班車。到在早上7時表示，列車出事時正測試新信號系統，荃灣綫金鐘至中環服務全日暫停；並呼籲荃灣綫往中環站的乘客，可於金鐘站轉乘港島綫往中環站；欲搭乘荃灣綫乘客，亦可於中環站搭乘港島綫往金鐘站轉乘荃灣綫；而事發後警方一度封閉部分港鐵中環站出入口，並派警員把守維持秩序。
2019年3月18日，早上7時許，港鐵車務總監劉天成表示，是次中環站事故與測試新訊號系統有關，在找出事故原因前，會全面暫停夜間新訊號系統測試；並解釋道，其中一列涉事列車的兩個轉向架偏離路軌，因需時復修，荃灣綫中環站至金鐘站無法提供服務。到傍晚，港鐵常務總監金澤培表示，承辦商泰雷茲（Thales）曾使用模擬系統重組事故經過，初步發現軟件出現問題，承辦商已派出專家來港協助調查。港鐵會全面暫停所有新信號系統列車測試。

### 承辦商
泰雷茲於事故發生當日發表聲明，表示知悉事故發生，並向受傷司機感到抱歉。
泰雷茲持有49%股份的上海電氣泰雷茲，在2019年3月19日下午5時發表聲明，指由於港鐵採用的信號系統中，軌旁單元擁有特殊的三重冗餘架構﹐在測試過程中，系統切換到第三重冗餘後，列車在雙渡綫岔區相撞。泰雷茲已確認問題和這獨特的三重冗餘架構有關；而中國大陸的信號系統沒有採用三重冗餘架構，因此事件不會影響中國大陸的城市軌道交通安全。同日晚上，泰雷茲在其微博公眾號泰雷茲創新說中發表聲明，並承諾在3月22日前提供第一份報告。
2019年3月19日，在出席亞太鐵路大會時，泰雷茲加拿大分公司設計首席——米哈伊·伦古（Mihai Lungu），稱會配合港鐵調查，並且對事故感到遺憾，但不願透露更多資料。而泰雷茲集團副總裁（運輸及技術）——阿毛里·卓丹（Amaury Jourdan），再度對意外致歉並強調公司會盡可能協助港鐵處理問題。

### 政府
事發後當日早上约9時，政府表示高度關注兩列列車發生相撞的事故，運輸及房屋局局長陳帆要求港鐵公司徹底調查事故原因，並要求港鐵公司董事局主席馬時亨，召開緊急董事局會議。並表示「由於今日港鐵列車服務會受影響，運輸署一直密切監察交通情況，亦已經要求和協調各公共交通營辦商加強服務。」
機電工程署署長薛永恒亦到現場視察，指現行系統仍然安全；署方會集中調查為何備用系統發生故障，以及失去保護功能的原因，並已要求港鐵就事故提交報告。

#### 行政長官
意外發生翌日，行政長官林鄭月娥出席行政會議前會見傳媒時表示，政府高度關注事件，已委派機電工程署深入調查。她批評港鐵對意外責無旁貸，「若正施工的工程未能確保安全，我們將難以開通鐵路；同樣地，新的訊號系統在測試穩妥之前，亦不應投入服務。」

### 專家
香港工程師學會控制自化及儀器儀表分部前主席張子惇表示，整件事件十分「奇怪」，指出「（車長）的肉眼會看到前面有另外一架列車，就好像駕駛汽車一樣，你看到對面線有車，正常都不會撞過去」；估計結果不是人手操作而成，而是可能因為信號系統的軟件或硬件出錯造成意外。

## 調查結果

### 港鐵
2019年7月5日，港鐵公布調查報告，認為事故成因是由於工程人員對軟件進行修改期間出現3項軟件編程的執行錯誤，導致軟件出現問題。 
港鐵報告中指出其他幾個事故誘因問題—— 
- 當日進行新信號系統演練時，是34列列車同時運行，並非演練程序原先擬定的4列列車，增加了軟件問題浮現的可能性；[37]
- 新信號系統承辦商未有將相關安排於內部軟件開發文件中列明，亦無作特定測試、風險評估及安全分析，包括在實驗室進行的驗證模擬測試及實地測試，以驗證該設計改動屬可行；[38]
- 存在三項軟件編程執行錯誤，分別是—— 
  1. 為符合合約要求中，關於「主電腦系統、副電腦系統和備用電腦系統需避免出現共同模式故障」條款，供應商於2017年7月修改軟件，將主電腦系統或副電腦系統傳送數據至備用電腦系統時的部分數據剔除，當中包括防止撞車的「相互衝突區域數據」；[38]
  2. 被剔除的防止撞車的「相互衝突區域數據」，未能在後備電腦系統取代主電腦系統後自動重新產生，也未能在後備電腦系統自動重新產生「相互衝突區域數據」，並且在該情況下能取代主電腦系統；[38]
  3. 軟件設計及開發人員建立的軟件邏輯配置出錯，並無阻止後備電腦系統於沒有防止撞車的「相互衝突區域數據」的情況下，成功取代主電腦系統。[38]

### 機電工程署
2019年7月5日同日，機電工程署亦公布其聘請海外鐵路安全專家所作的獨立調查。結果顯示，事故原因是新信號系統系統承辦商修改軟件期間出現錯誤，與港鐵調查報告一致。根據機電署調查，新信號系統處設計和開發階段，承辦商修改軟件期間程式出現編寫錯誤，導致主區間電腦切換至暖備用區間電腦後無法建立中環站的渡線軌道數據，列車自動保護系統因而未能發揮作用，無法防止兩列列車同時進入中環站的渡線軌道，導致列車相撞。
此外，署方又表示已仔細審視港鐵調查委員會於2019年6月17日提交的調查報告，信納港鐵調查委員會就事故成因的調查結果，即系統承辦商一連串的執行錯誤，令新信號系統軟件出現程式編寫錯誤；而此結果與機電署獨立調查的結果吻合。

## 對新系統之意見及補救

#### 港鐵
港鐵回應報告時形容太信任承辦商，承辦商已更換軟件設計及開發團隊，港鐵也會加強監督，強調在政府同意前不會試車，又預計2019年內成功更換系統的機會不大。港鐵亦表明會根據與政府協定的服務表現安排，預留金額撥作下年車費優惠之用。

##### 港鐵車務總監及行政總裁
港鐵車務總監劉天成向傳媒講解報告內容時表示：系統信號是由加拿大泰雷茲集團分公司根據港鐵要求設計，理應清楚其責任，如進行演練及測試等。而劉天成及行政總裁金澤培亦數度提及：「（港鐵）是不是太依賴（承建商）了呢？」又承認：「即使不是我們（港鐵）造成，（我們）亦有責任監督及改善。」

#### 香港鐵路工會聯合會
香港鐵路工會聯合會認同港鐵調查報告；並促請港鐵在測試新信號系統時增撥資源，防止意外發生。

#### 機電工程署
機電工程署認為承辦商的設計有別於其現有信號系統，但該非標準設計所帶來的潛在風險並未完全包括在承辦商的風險評估內；而該非標準設計所帶來的潛在風險在承辦商亦未有在實地測試前，在可行範圍下為暖備用區間電腦作最大程度的模擬測試。
機電工程署知悉港鐵調查委員會向承辦商及港鐵提出的多項建議，認同建議針對修正編程錯誤問題及加強新信號系統的開發及測試過程，以避免同類事故再次發生；並同時認為——因應新信號系統的獨特性和非標準設計，港鐵在系統測試過程中應加強警覺性及避免過度依賴承辦商；而署方會密切監察港鐵落實改善措施，在完成改善措施及該署經審視認為新系統安全後，及本署經審視認為新系統安全後，政府方會容許港鐵恢復荃灣線新信號系統的行車測試工作。

## 其他影響以及爭議

### 港鐵懲罰機制
立法會議員田北辰說道，事件的本質與原來計算方法的原意有不同，因為乘客仍然能夠透過轉乘港鐵其他綫到達目的地，而非出現某條綫路停運的狀況，相信是次罰款機制要動「大手術」；並建議日後不能只考慮服務延誤時間，亦要考慮在事故期間減少的客量。

### 員工超時工作
事發後港鐵派出近百員工連續兩日搶修，不過有工程部員工透露連續工作48小時、超時工作32小時後，公司只計算10小時超時工作。另獲發100元超市禮券作讚揚。員工批評港鐵待薄員工，不能補償員工的損失。

### 高層搶功與不務
Facebook專頁「MTR Secrets」上載一張港鐵車務部管理層在中環站的合照，並高舉勝利手勢。有網民感到不滿，認為管理層只懂領功，沒有深刻反省事故；而港鐵董事局主席馬時亨發生事故後被市民發現坐飛機到上海打高爾夫球，有網民認為不太妥當和不負責任。

## 類似事件
與港鐵同樣採用新式「通訊為本列車控制技術（CBTC）」的新加坡，亦曾發生撞車意外。2017年11月，新加坡地鐵東西線一輛開往大士連路站的列車，在裕群站停站時遭另一輛列車從後追撞；事件導致38名乘客受傷送院。新加坡陸路交通管理局其後公布調查報告，明確指出事故是因為訊號系統的自動防護功能失效、未能阻止列車相撞所致。
與此次事故相同的是，新加坡意外的涉事路段屬同時使用新舊訊號系統的混合路段。調查報告指出，當列車從舊系統路段駛入由新系統主導的路段時，有機會引致系統混亂，無法正確判別列車之間的距離，導致追撞情況發生。

## 外部連結
- 機電工程署-港鐵荃灣綫新信號系統測試事故調查報告（页面存档备份，存于）（繁體中文）